# Volta a Catalunya de 2005
La Volta a Catalunya de 2005 va ser la 85a edició de la Volta Ciclista a Catalunya. Es disputà en 7 etapes del 16 al 22 de maig de 2005 amb un total de 931,2 km. El vencedor final fou l'ucraïnès Iaroslav Popòvitx de l'equip Discovery Channel.
En aquesta edició es van canviar les dates, i en el seu debut a l'UCI ProTour, la Volta va passar a disputar-se al maig coincidint amb el Giro d'Itàlia. Malgrat tot, la participació va ser millor que la d'altres anys, destacant entre altres Rebellin, Moncoutié, Valverde o l'últim guanyador de la "Volta", Miguel Ángel Perdiguero.
Les dues etapes andorranes van ser les que van decidir el resultat final. La quarta, amb final a Pal-Arinsal, van fer que Popòvitx agafés el mallot de líder. L'endemà, amb la cronoescalada amb final a l'estació d'Ordino-Arcalís, l'ucraïnès va saber defensar la primera posició.

## Etapes
| Etapa    | Data       | Recorregut                                | km            | Vencedor d'etapa             | Líder                         |
| Pròleg   | 16 de maig | Salou - Salou (CRE)                       | 20,1 km (CRI) | Phonak Hearing Systems (SUI) | Miguel Ángel Perdiguero (ESP) |
| 1a etapa | 17 de maig | Cambrils - Cambrils                       | 186,8 km      | Enrico Gasparotto (ITA)      | Miguel Ángel Perdiguero (ESP) |
| 2a etapa | 18 de maig | Salou - La Granada                        | 157,8 km      | Pedro Horrillo (ESP)         | Miguel Ángel Perdiguero (ESP) |
| 3a etapa | 19 de maig | Perafort - Pal-Arinsal (AND)              | 237,7 km      | Leonardo Piepoli (ITA)       | Iaroslav Popòvitx (UKR)       |
| 4a etapa | 20 de maig | Sornàs (AND) - Ordino-Arcalís (AND) (CRI) | 17 km         | Íñigo Cuesta (ESP)           | Iaroslav Popòvitx (UKR)       |
| 5a etapa | 21 de maig | Llívia - Pallejà                          | 198,7 km      | Anthony Charteau (FRA)       | Iaroslav Popòvitx (UKR)       |
| 6a etapa | 22 de maig | Pallejà - Barcelona                       | 113,1 km      | Thor Hushovd (NOR)           | Iaroslav Popòvitx (UKR)       |

## Guanyadors de les etapes

### 16-05-2005: Salou, 20,1 km. (CRE)
|   | Equip                  | Nacionalitat | Temps  |
| - | ---------------------- | ------------ | ------ |
| 1 | Phonak Hearing Systems | Suïssa       | 21'43" |
| 2 | Discovery Channel      | Estats Units | + 7"   |
| 3 | T-Mobile Team          | Alemanya     | + 15"  |

|   | Ciclista                      | Equip                  | Temps  |
| - | ----------------------------- | ---------------------- | ------ |
| 1 | Miguel Ángel Perdiguero (ESP) | Phonak Hearing Systems | 21'43" |
| 2 | Robert Hunter (RSA)           | Phonak Hearing Systems | m. t.  |
| 3 | Floyd Landis (USA)            | Phonak Hearing Systems | m. t.  |

### 17-05-2005: Cambrils, 186,8 km
|   | Ciclista                | Equip            | Temps     |
| - | ----------------------- | ---------------- | --------- |
| 1 | Enrico Gasparotto (ITA) | Liquigas-Bianchi | 4h 48'39" |
| 2 | Claudio Corioni (ITA)   | Fassa Bortolo    | m. t.     |
| 3 | Thor Hushovd (NOR)      | Crédit Agricole  | m. t.     |

|   | Ciclista                      | Equip                  | Temps     |
| - | ----------------------------- | ---------------------- | --------- |
| 1 | Miguel Ángel Perdiguero (ESP) | Phonak Hearing Systems | 5h 10'20" |
| 2 | Nicolas Jalabert (FRA)        | Phonak Hearing Systems | m. t.     |
| 3 | Robert Hunter (RSA)           | Phonak Hearing Systems | m. t.     |

### 18-05-2005: Salou-La Granada, 157,8 km
|   | Ciclista              | Equip           | Temps     |
| - | --------------------- | --------------- | --------- |
| 1 | Pedro Horrillo (ESP)  | Rabobank        | 3h 35'59" |
| 2 | Thor Hushovd (NOR)    | Crédit Agricole | m. t.     |
| 3 | Claudio Corioni (ITA) | Fassa Bortolo   | m. t.     |

|   | Ciclista                      | Equip                  | Temps     |
| - | ----------------------------- | ---------------------- | --------- |
| 1 | Miguel Ángel Perdiguero (ESP) | Phonak Hearing Systems | 8h 46'18" |
| 2 | Robert Hunter (RSA)           | Phonak Hearing Systems | m. t.     |
| 3 | Nicolas Jalabert (FRA)        | Phonak Hearing Systems | m. t.     |

### 19-05-2005: Perafort-Pal Arinsal, 237,7 km
|   | Ciclista                | Equip                          | Temps     |
| - | ----------------------- | ------------------------------ | --------- |
| 1 | Leonardo Piepoli (ITA)  | Saunier Duval-Prodir           | 6h 22'09" |
| 2 | Iaroslav Popòvitx (UKR) | Discovery Channel              | m. t.     |
| 3 | Aitor Osa (ESP)         | Illes Balears-Caisse d'Epargne | m. t.     |

|   | Ciclista                      | Equip                          | Temps      |
| - | ----------------------------- | ------------------------------ | ---------- |
| 1 | Iaroslav Popòvitx (UKR)       | Discovery Channel              | 15h 08'31" |
| 2 | Aitor Osa (ESP)               | Illes Balears-Caisse d'Epargne | + 11"      |
| 3 | Miguel Ángel Perdiguero (ESP) | Phonak Hearing Systems         | + 45"      |

### 20-05-2005: Sornàs-Ordino Arcalís, 17 km. (CRI)
|   | Ciclista               | Equip                | Temps  |
| - | ---------------------- | -------------------- | ------ |
| 1 | Íñigo Cuesta (ESP)     | Saunier Duval-Prodir | 37'18" |
| 2 | Leonardo Piepoli (ITA) | Saunier Duval-Prodir | + 25"  |
| 3 | David Moncoutié (FRA)  | Cofidis              | + 45"  |

|   | Ciclista                | Equip                | Temps      |
| - | ----------------------- | -------------------- | ---------- |
| 1 | Iaroslav Popòvitx (UKR) | Discovery Channel    | 15h 46'40" |
| 2 | Leonardo Piepoli (ITA)  | Saunier Duval-Prodir | + 20"      |
| 3 | David Moncoutié (FRA)   | Cofidis              | + 59"      |

### 21-05-2005: Llívia-Pallejà, 198,7 km
|   | Ciclista                | Equip                          | Temps     |
| - | ----------------------- | ------------------------------ | --------- |
| 1 | Anthony Charteau (FRA)  | Bouygues Telecom               | 4h 16'54" |
| 2 | Beat Zberg (SUI)        | Gerolsteiner                   | + 4"      |
| 3 | José Luis Arrieta (ESP) | Illes Balears-Caisse d'Epargne | m. t.     |

|   | Ciclista                | Equip                | Temps      |
| - | ----------------------- | -------------------- | ---------- |
| 1 | Iaroslav Popòvitx (UKR) | Discovery Channel    | 20h 03'59" |
| 2 | Leonardo Piepoli (ITA)  | Saunier Duval-Prodir | + 20"      |
| 3 | David Moncoutié (FRA)   | Cofidis              | + 59"      |

### 22-05-2005: Pallejà-Barcelona, 113,1 km
|   | Ciclista                      | Equip                  | Temps     |
| - | ----------------------------- | ---------------------- | --------- |
| 1 | Thor Hushovd (NOR)            | Crédit Agricole        | 2h 32'57" |
| 2 | Fred Rodriguez (USA)          | Davitamon-Lotto        | m. t.     |
| 3 | Miguel Ángel Perdiguero (ESP) | Phonak Hearing Systems | s.t.      |

|   | Ciclista                | Equip                | Temps      |
| - | ----------------------- | -------------------- | ---------- |
| 1 | Iaroslav Popòvitx (UKR) | Discovery Channel    | 22h 36'56" |
| 2 | Leonardo Piepoli (ITA)  | Saunier Duval-Prodir | + 20"      |
| 3 | David Moncoutié (FRA)   | Cofidis              | + 59"      |

## Classificació General

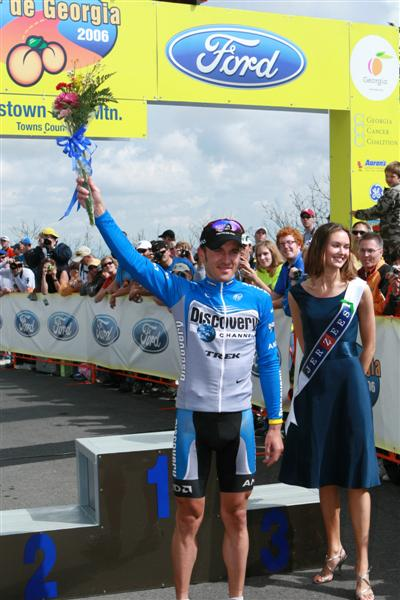
Jaroslav Popovych va ser el guanyador de la classificació individual per temps (Foto del Tour de Georgia del 2006)

|    | Ciclista                      | Equip                          | Temps      |
| -- | ----------------------------- | ------------------------------ | ---------- |
| 1  | Iaroslav Popòvitx (UKR)       | Discovery Channel              | 22h 36'56" |
| 2  | Leonardo Piepoli (ITA)        | Saunier Duval-Prodir           | + 20"      |
| 3  | David Moncoutié (FRA)         | Cofidis                        | + 59"      |
| 4  | Michael Rogers (AUS)          | Quick Step-Innergetic          | + 1'18"    |
| 5  | Aitor Osa (ESP)               | Illes Balears-Caisse d'Epargne | + 1'23"    |
| 6  | Miguel Ángel Perdiguero (ESP) | Phonak Hearing Systems         | + 2'01"    |
| 7  | Eladio Jiménez (ESP)          | Comunitat Valenciana           | + 2'09"    |
| 8  | Íñigo Cuesta (ESP)            | Saunier Duval-Prodir           | + 2'18"    |
| 9  | Christophe Moreau (FRA)       | Crédit Agricole                | + 2'20"    |
| 10 | Ezequiel Mosquera (ESP)       | Kaiku                          | + 2'25"    |

## Classificacions secundàries
|   | Ciclista               | Equip                | Punts    |
| - | ---------------------- | -------------------- | -------- |
| 1 | Íñigo Cuesta (ESP)     | Saunier Duval-Prodir | 46 punts |
| 2 | Leonardo Piepoli (ITA) | Saunier Duval-Prodir | 41 punts |
| 3 | Benoît Poilvet (FRA)   | Crédit Agricole      | 33 punts |

|   | Ciclista                | Equip                | Punts   |
| - | ----------------------- | -------------------- | ------- |
| 1 | Eladio Jiménez (ESP)    | Comunitat Valenciana | 9 punts |
| 2 | Christophe Moreau (FRA) | Crédit Agricole      | 6 punts |
| 3 | Maryan Hary (FRA)       | Bouygues Telecom     | 6 punts |

|   | Ciclista                | Equip            | Punts    |
| - | ----------------------- | ---------------- | -------- |
| 1 | Thor Hushovd (NOR)      | Crédit Agricole  | 65 punts |
| 2 | Fred Rodriguez (USA)    | Davitamon-Lotto  | 51 punts |
| 3 | Enrico Gasparotto (ITA) | Liquigas-Bianchi | 50 punts |

|   | Equip                          | Nacionalitat | Temps      |
| - | ------------------------------ | ------------ | ---------- |
| 1 | Cofidis                        | França       | 67h 59'24" |
| 2 | Phonak Hearing Systems         | Suïssa       | + 52"      |
| 3 | Illes Balears-Caisse d'Epargne | Espanya      | + 1'47"    |

## Progrés de les classificacions
Aquesta taula mostra el progrés de les diferents classificacions durant el desenvolupament de la prova.
| Etapa (Guanyador)                       | Classificació General   | Classificació de la Muntanya | Classificació per Punts | Classificació per equips |
| --------------------------------------- | ----------------------- | ---------------------------- | ----------------------- | ------------------------ |
| 0Etapa 1 (CRE) (Phonak Hearing Systems) | Miguel Ángel Perdiguero | no es repartiren punts       | no es repartiren punts  | Phonak Hearing Systems   |
| 0Etapa 2 (Enrico Gasparotto)            | Miguel Ángel Perdiguero | Xavier Florencio             | Enrico Gasparotto       | Phonak Hearing Systems   |
| 0Etapa 3 (Pedro Horrillo)               | Miguel Ángel Perdiguero | Xavier Florencio             | Enrico Gasparotto       | Phonak Hearing Systems   |
| 0Etapa 4 (Leonardo Piepoli)             | Iaroslav Popòvitx       | Xavier Florencio             | Enrico Gasparotto       | Cofidis                  |
| 0Etapa 5 (CRI) (Íñigo Cuesta)           | Iaroslav Popòvitx       | Leonardo Piepoli             | Leonardo Piepoli        | Cofidis                  |
| 0Etapa 6 (Anthony Charteau)             | Iaroslav Popòvitx       | Íñigo Cuesta                 | Leonardo Piepoli        | Cofidis                  |
| 0Etapa 7 (Thor Hushovd)                 | Iaroslav Popòvitx       | Íñigo Cuesta                 | Thor Hushovd            | Cofidis                  |